# Ernst Bücken

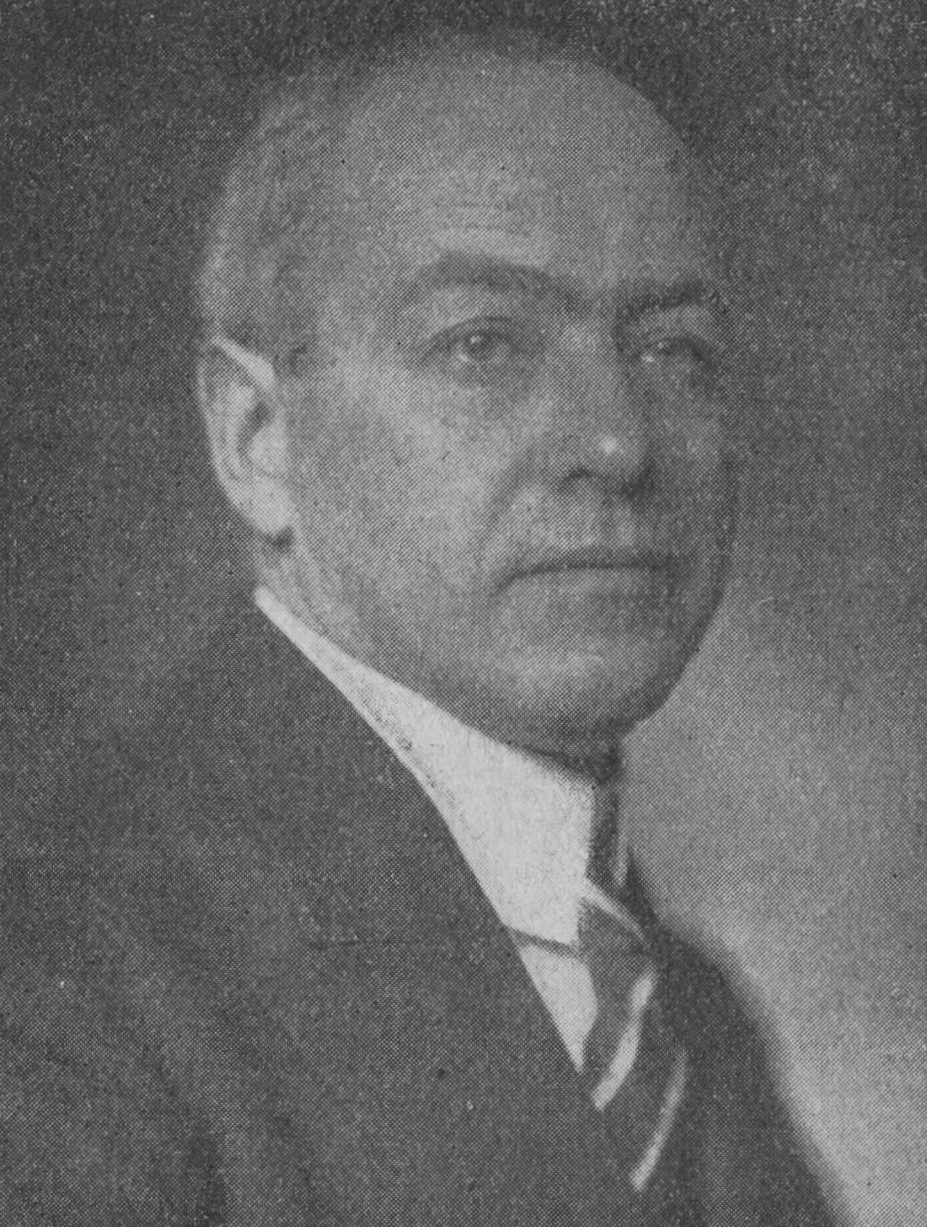
Ernst Bücken, um 1929

Ernst Bücken (* 2. Mai 1884 in Aachen; † 28. Juli 1949 in Overath) war ein deutscher Musikwissenschaftler und Hochschullehrer.

## Leben
Bücken, Sohn eines Textilwerkdirektors, begann zunächst mit einem Jurastudium in Bonn. Nach seinem Wechsel an die Münchner Universität studierte er Musikwissenschaft bei Adolf Sandberger, Klavier bei Walter Braunfels und Anna Hirzel-Langenhan und Komposition bei Walter Courvoisier. Daneben belegte er Vorlesungen in Germanistik und Philosophie bei Franz Muncker, Georg von Hertling, Oswald Külpe und Ernst von Aster. Mit seiner Dissertationsschrift über Anton Reicha, sein Leben und seine Kompositionen wurde er 1912 zum Dr. phil. promoviert. 1920 habilitierte er sich in Köln und wurde 1925 an der Universität zu Köln zum a. o. Professor ernannt und lehrte in Köln bis in die Kriegsjahre. Ab 1936 war Bücken auch Dozent an der Schulmusikabteilung der Hochschule für Musik und Tanz Köln.
Bedeutend ist das in den Jahren 1927–1934 von ihm herausgegebene und mit einigen eigenen Beiträgen versehene „Handbuch der Musikwissenschaft“ („Bücken-Psalter“), das sich ähnlichen Projekten der Literatur- und Kunstwissenschaft zur Seite stellen sollte.
Während der Weimarer Republik war Bücken kurzfristig Mitglied im Zentrum. Nach der Machtübernahme der Nationalsozialisten trat er zum 1. Mai 1933 der NSDAP bei (Mitgliedsnummer 2.026.645). 1933 wurde er auch Mitglied in der Deutschen Akademie.
In den Folgejahren trat er dem NS-Dozentenbund bei und publizierte verschiedene systemkonforme Schriften, darunter 1934 Musik aus deutscher Art, erschienen in den Schriften zur völkischen Bildung oder im selben Jahr im Westdeutschen Beobachter ein Beitrag Aufbruch in der Musikwissenschaft. Gegen voraussetzungslosen Intellektualismus – Musikpolitik als Blickpunkt, worin er vom „schweren Ringen unserer völkisch-rassischen Kräfte mit andern nationalen Mächten“ sprach. Im Wintersemester 1934/35 hielt er eine Vorlesungsreihe über Zersetzung und Wiederaufbau der Musik seit Wagner. Im Rahmen der Reichsmusiktage 1938 hielt er bei der musikwissenschaftlichen Tagung ein Referat über Musikstil, Musikpolitik und Musikkultur.
In seiner 1941 erschienenen Musik der Deutschen, eine Kulturgeschichte der deutschen Musik ging er kaum auf die Entwicklung der Musik in Deutschland nach 1933 ein, hielt sich aber nach Fred K. Prieberg „an die musikpolitischen Vorgaben des Regimes“, wobei sich auf S. 294 folgende Stelle findet, in der „jüdische Namen nur zwecks negativer Bewertung“ genannt werden:

„(…) Krankhafte Erscheinungen waren die Musikrichtungen vom Expressionismus und von der Atonalität bis zum Futurismus und zum Konstruktivismus, die sich in dem durch den verlorenen Krieg erschütterten und geschwächten Kulturorganismus leichter und schneller einrichten konnten, als in normalem Zustand. ›Erfinder‹ wie Hauptförderer dieser künstlich zu Zeitereignissen aufgeputschten Musikströmungen waren durchweg Juden, die damals ›ihre‹ große Musikepoche anbrechen sahen. Kein deutscher Musikgenius wurde von seinen Pionieren mit solchen Fanfaren begrüßt, wie der Mischling Franz Schreker von seinem Rassegenossen Paul Bekker. Kein wirklich großer Bahnbrecher ist so gefeiert worden, wie Arnold Schönberg a(…)“

1945 wurde Bücken in den Ruhestand versetzt.
Bückens Musik der Deutschen (1941) wurde 1946 in der Sowjetischen Besatzungszone in die Liste der auszusondernden Literatur aufgenommen. Sein 1934 erschienenes Buch Musik aus deutscher Art (Schaffstein, Köln 1934) wurde 1952/53 in der DDR in die Liste der auszusondernden Literatur aufgeführt.

## Werke (Auswahl)
- (Hrsg.) Handbuch der Musikwissenschaft. 10 Bände. 1927–1934.
- Anton Reicha: sein Leben und seine Kompositionen. Dissertation, München 1912.
- Der heroische Stil in der Oper. Leipzig 1924.
- (Hrsg.) Die großen Meister der Musik. 12 Bände. Athenaion, Potsdam 1932–1939.
- Musik aus deutscher Art. Köln 1934.
- Die Musik der Nationen – eine Musikgeschichte. 1937 (Kröners Taschenausgabe, Band 131).
- Wörterbuch der Musik. Leipzig 1940 (Sammlung Dieterich, Band 20).
- Musik der Deutschen. Köln 1941.